# Fundplatz Schinderkuhle
Der mittelsteinzeitliche Fundplatz Schinderkuhle in Westercelle, in Niedersachsen ist eine der klassischen mesolithischen Fundstellen Nordwestdeutschlands. Sie liegt südöstlich von Celle auf einem langgestreckten späteiszeitlichen Dünenrücken nahe der Fuhse. Der Lehrer Wilhelm Lampe aus Harriehausen sammelte hier während des Ersten Weltkrieges etwa 40.000 Steinartefakte und veröffentlichte die Schinderkuhle 1922 als ersten mesolithischen Fundplatz Niedersachsens.
Das Fundmaterial war auf etwa 500 m Länge und 40 m Breite auf der Düne verteilt und enthielt zahlreiche Mikrolithen, die in die ältere und jüngere Phase des Mesolithikums gehören. Zu den älteren, ins Boreal gehörenden Formen zählen breite, gleich- und ungleichschenklige Dreiecke sowie Dreieck- und Trapezspitzen. In die jüngere Phase (Atlantikum) gehören langschmale Dreiecke, Kleindreiecke und verschiedene Formen von Vierecken, die bei der Herausarbeitung der Boberger Stufe des Spätmesolithikums in Nordwestdeutschland eine wichtige Rolle spielten. Werner Krebs hat entlang der Fuhse bei Altencelle zwischen 1999 und 2009 rund 5000 weitere Artefakte aus Feuerstein entdeckt.